# هنري كونغ
هنري كونغ هو سائق سباق صيني، ولد في 1986.

## وصلات خارجية
- هنري كونغ على موقع DriverDB.com (الإنجليزية)